# Shahrestān di Kaleibar
Lo shahrestān di Kaleibar (farsi شهرستان کلیبر) è uno dei 19 shahrestān della provincia dell'Azerbaigian Orientale, in Iran.
Il capoluogo è Kaleibar e lo shahrestān è suddiviso in 3 circoscrizioni (bakhsh): 
- Centrale (بخش مرکزی)
- Abesh Ahmad (بخش ابش احمد)

Fino al 2011 includeva la circoscrizione di Khoda Afarin (بخش خداآفرین), scorporata in quell'anno per formare il nuovo shahrestān di Khoda Afarin.